# Женска керамика
Женска керамика је популарни назив за керамику рађену без лончарског кола, чијом израдом су се углавном бавиле жене (ретко мушкарци) за потребе сопственог домаћинства. Основни облици ове женске производње су црепуље и вршњаци, гломазни и груби предмети од непречишћене глине са свињском длаком или травом као везивом. У селима Понишавља (у селима где није било пећи за печење хлеба), било је и жена које су се бавиле и израдом нарочите женске керамике, техником познатом под називом „газење црепњи“ којом су се правиле црепуље односно „црепње“. Традиционална женска керамика се не ради већ дуги низ година и та се техника израде керамике може сматрати потпуно заборављеном.

## Намена
Ова врста керамике употребљавана је у сеоском домаћинсту за печење хлеба на огњишту. Прекривена, вршњаком металним сачем, црепуља је била подлога на коју се стављао умешен хлеб или погача, а пекло се на жару или у врелом пепелу. Црепуље се и данас користе, али све ређе.

## Израда
Црепуља се правила од умешене земље са сламом и водом, а обликоване је без грнчарског кола.. А све је почињало тако  што би се жене кад имају времена саме обављале овај посао, тако  што се: 
Сакупи по неколико сусетки и накопају потребну и добру земљу за овај посао, па је онда наквасе с водом и ногама добро изгазе, и онда свака жена изради по неколико комада црепуља. Пошто се мало просуше на ваздуху, суше их око огњишта или у топлој пећи“.
Етнолог Милица Петковић износи да су жене у Пироту и околини радиле од исте глине и у исто време кад и црепње и топке-топове — подметаче за судове на огњишту, који су за разлику од црепњи не пеку, јер се њихово печење постепено обавља током употребе на огњишту испеку. Топке су у облику цилиндра, зарубљене пирамиде или
чуна. У Пироту и околини се раде у облику купе која је при врху засечена, да би предмет боље налегао. Њихова примена је врло рано напуштена када је почела израда металних „топки“ – саџака, и тако заменили глинене топке.

## Карактеристике
Женска керамика је изграђена без грнчарског кола, и као таква углавном нема значајних уметничких обележја. Има трагова да са су, функционалним елементима додавана нека ликовна обележја, као што су понеки урез, отисак прстом или обручаста појачања. Црепуља и вршник, као главни представници женске керамике, су посуде  масивних зидова, направљене од стране женских руку у источном делу Србије за потребе својих домаћинстава. Због тога што ову керамику производе жене и много мање мушкарци, назива се „женска керамика".
Предмети женске керамије су најједноставнији предмети од глине, црепуље и вршници (топке) за печење хлеба или погаче, обликовани на заравњеној земљи или на дасци као подлози. Ова врста керамике је на сличан начин изграђивана и у неолиту. у ову керамику не спадију пластични облици које праве грнчари слободном руком или у калупу, јер су ови предмети редовно  судови извијени на ножном колу или су то вајани пластичне фигурице.